# Pyrimidin
Pyrimidin eller 1,3-diazabensen är en aromatisk, heterocyklisk förening.

## Egenskaper
Pyrimidin är en färglös vätska med densitet 1,016 g/ml, som lätt övergår till ett fast ämne med smältpunkt 20–22 °C och kokpunkt på 123–124 °C. Det har en genomträngande lukt och är en svag bas – pKa för korresponderande syra är 1,29. Den är löslig i vatten och i många organiska lösningsmedel. Pyrimidin är en heterocyklisk aromatisk ring med 6 π-elektroner med en termokemisk stabiliseringsenergi på 40,6 kcal/mol (jämfört med 45,8 kcal/mol för bensen). 

## Användning
I sig själv har pyrimidin inte många användningsområden, men många derivat har stor biokemisk betydelse såsom kvävebaserna cytosin, tymin och uracil. Barbitursyra, som föreningen även kan framställas ur, kan ses som ett derivat av pyrimidin.

## Besläktade föreningar
- Pyrazin (1,4-diazabensen, isomer)
- Pyridazin (1,2-diazabensen, isomer)
- Pyridin (azabensen)
- Bensen (utan några kväven)